# Guts (album)
A Guts (stilizálva: GUTS) Olivia Rodrigo amerikai énekes-dalszerző második stúdióalbuma, amely 2023. szeptember 8-án jelent meg a Geffen Records kiadásában. A lemezt Rodrigo írta és szerezte Dan Nigro producerrel és zenésszel, akivel együtt dolgozott Sour (2021) című debütáló albumán is. Az albumot a Sour megjelenése utáni időszak inspirálta, a Guts készítésével az volt a célja, hogy debütálásához képest egy sokkal érettebb lemezt adjon ki, amely tinédzser korának utolsó éveit mutatta be.
A Guts hangzása sokoldalú, stílusát tekintve pop, rock és punk, energetikus dalokkal és érzelmesebb balladákkal, különböző alternatív, illetve pop-rock stílusokból származó gitár-, és dobalapokra épülve. Témáját tekintve Rodrigo felnőtté válásának nehézségeit elemzi, méltatták szövegének szellemességét, komplexitását, esztétikáját, témáját és energiáját. Kritikák kiemelték Rodrigo humoros, de egyben érzelmileg terhelt dalszövegeit, amelyek az énekesnő identitásával, romantikus és szakmai kiábrándulásával, váratlan hírnevével, és a társadalmi elvárásokkal kapcsolatos küzdelmeit részletezik, mint fiatal nő.
A Guts tizenöt országban volt listavezető, többek közt Ausztráliában, az Egyesült Államokban, az Egyesült Királyságban, Hollandiában, Németországban és Svédországban is. Az Egyesült Államokban első hetében 302 ezer példányban kelt el, illetve mind a 12 dala a Billboard Hot 100 első negyven helyének egyikén kapott helyet. Három kislemezt adtak ki róla: a nemzetközi slágerlistavezető Vampire-t, illetve a Bad Idea Right?-ot és a Get Him Back!-et. Az album deluxe kiadásáról, amelynek alcíme Spilled volt, megjelent még kislemezként az Obsessed is.
A 66. Grammy-gálán az albumot jelölték az Év albuma és a Legjobb popalbum díjakra, sorozatban második albumát jelölték az Év albuma kategóriában. Az album két dala, a Vampire és a Ballad of a Homeschooled Girl további négy jelölést kaptak a díjátadón. A lemez népszerűsítése érdekében Rodrigo megkezdte a Guts World Tour (2024–2025) turnét, amely 95 koncert alatt 184 millió dollár bevételt hozott. A koncertsorozatról film is készült, amely 2024 októberében jelent meg a Netflixen.

## Háttér
2021. május 21-én Rodrigo kiadta Sour című debütáló albumát, amely nagy kereskedelmi sikert aratott. Dan Nigro volt a producere, a Spotifyon legtöbbször lejátszott album lett az évben, és az énekes három Grammy-díjat nyert vele, a Legjobb új előadó díjat beleértve. Ezt követően kezdte meg Sour Tour elnevezésű turnéját, amely keretei között negyvennyolcszor lépett fel Észak-Amerikában és Európában. 2021 augusztusában megosztotta, hogy következő albuma „sokkal boldogabb” lesz, mint az első.
2022 februárjában egy Billboardnak adott interjúban megerősítette, hogy már megvan a lemez címe és néhány dala, illetve, hogy Nigro vissza fog térni producereként. Azt is megosztotta, hogy az albumból minél többet megpróbált befejezni, mielőtt elkezdett turnézni a 2022 tavaszán. 2022 végén, a Spotify Wrappedje megosztása után bejelentette, hogy nemsokára várható új zene. 2023. január 8-án megosztott egy videót Instagramon, amelyben zongorázott.
2023 júniusában weboldalán megjelent egy visszaszámlálás június 30-ig. Június 13-án bejelentette az album első kislemezét, a Vampire-t, és annak borítóját. Június 20-án megosztott egy hangüzenetet rajongóival, amelyben lehetett hallani a kislemez egy részletét, illetve egy zongora-központú dalt. Június 26-án a webshopja bejelentette az album címét, illetve kiadási dátumát. Nem sokkal később ezt hivatalosan is megerősítette közösségi média oldalain.

## Dalszerzés és felvételek
Rodrigo elmondása szerint a Guts a felnövéssel kapcsolatos fájdalmakról szól, és identitásának megtalálásáról: „Úgy érzem tíz évet nőttem 18 és 20 éves korom között.” Növekedési folyamatának természetes részeként írta le, és ezt akarta bemutatni a lemezzel is.
Akkor vette fel az albumot, mikor „nagyon sok zavartság, hibák, szégyenkezés és szorongás” volt az életében. Egy időkapszulának nevezte, az albumon „fájdalmas” balladáktól kezdve a „játékos, hanyag” dalokig minden megtalálható. A Sour megjelenése után Rodrigo hat hónapon keresztül egyáltalán nem írt zenét, hogy „egy rendes életet élhessek, hogy később írhassak róla.” Az album egy héttel a Vampire megjelenése előtt készült el. Egy Zane Lowe-vel készített interjújában elmesélte, hogy már közvetlenül a Sour megjelenése után tudta, hogy Guts lesz a következő album címe.

## Kritikák
Az albumot szakértők méltatták, a Metacritic weboldalon, amely 100 pontból ad egy értékelést minden lemeznek kritikusok véleményei alapján, 91-et kapott. Rob Sheffield (Rolling Stone) szerint a lemez egy „instant klasszikus” lett, egy „őszintén zseniális rocksztár” műve, Rodrigo pályafutásának eddigi „legnagyratörőbb, meghittebb, és össze-visszább dalaival,” bebizonyítva, hogy „egy hang, amely sokáig itt lesz, és egy maradandó dalszerző.” A Billboard hasonlóan méltatta, Jason Lipshutz kritikája szerint az „év legtökéletesebb popalbuma.” Zenei stílusát és esztétikáját méltatta Robert Christgau, míg a The New York Times szakértője Jon Caramanica azt írta, hogy „szívbemarkolóan terhelt” és „felkavart,” amely tökéletesen egyezik Rodrigo narratíváival.
Sok szakértő kiemelte a dalszövegek szellemességét. Alexis Petridis (The Guardian) azt írta, hogy a lemez „éles és szellemes” volt, míg Ludovic Hunter-Tilney (Financial Times) „éleselméjű popnak” nevezte, „emo-kötöttségű pop-punkkal és őszinte balladákkal.” A The Independentnek írt kritikájában Helen Brown szerint az album „szellemesebb” és „mérgesebb” volt, mint a Sour, míg Poppie Platt (The Daily Telegraph) azt írta, hogy a Guts mindössze a debütáló lemez folytatása volt, szinte semmi zenei vagy dalszerzői fejlődéssel. Charles Lyon-Burt (Slant Magazine) szerint egy-két dal az albumon „félrelépés” volt, de összességében jónak tartotta.
Más kritikusok méltatták a Rodrigo teljesítményeit. Mikael Wood a lemezt egy mesterműnek nevezte, kiemelte, mennyire érzelmileg meggyőzőek voltak a dalszövegek, és összekötötte Taylor Swift hatásával az énekesre. Christgau megjegyezte a „pszichológiai összetettséget,” a meggyőző jellemábrázolást és a szórakoztató humort abban, ahogyan egy fiatal popsztár viszontagságait ábrázolja,  arra a következtetésre jutva, hogy „átkozottul jó abban, amit csinál.” Heather Phares (AllMusic) azzal zárta cikkét, hogy a Guts Rodrigo művészi önbizalmának, történetmesélésének, és azon képességének bizonyítéka, hogy bonyolult érzelmeket zenévé alakítson át.

### Ranglisták
Az album több év végi szakértői ranglistán is szerepelt. A BBC az év legelismertebb lemezének nevezte.
| Magazin              | Lista neve                                   | Helyezés | For.   |
| -------------------- | -------------------------------------------- | -------- | ------ |
| Billboard            | 2023 50 legjobb albuma: Szerkesztőségi lista | 1        | [ 36 ] |
| Consequence          | 2023 50 legjobb albuma                       | 28       | [ 37 ] |
| Entertainment Weekly | 2023 10 legjobb albuma                       | 4        | [ 38 ] |
| Los Angeles Times    | 2023 20 legjobb albuma                       | 5        | [ 39 ] |
| The New York Times   | 2023 legjobb albumai Jon Caramanica szerint  | 11       | [ 40 ] |
| The New York Times   | 2023 legjobb albumai Jon Pareles szerint     | 5        | [ 40 ] |
| The New York Times   | 2023 legjobb albumai Lindsay Zoladz szerint  | 3        | [ 40 ] |
| The Sunday Times     | 2023 20 legjobb albuma                       | 8        | [ 41 ] |
| NME                  | 2023 legjobb albumai                         | 2        | [ 42 ] |
| People               | 2023 10 legjobb albuma                       | 1        | [ 43 ] |
| Pitchfork            | 2023 50 legjobb albuma                       | 14       | [ 44 ] |
| Rolling Stone        | 2023 100 legjobb albuma                      | 5        | [ 45 ] |
| Variety              | 2023 legjobb albumai                         | 4        | [ 46 ] |
| Vogue                | 2023 legjobb albumai                         | Listázva | [ 47 ] |

## Díjak és jelölések
Debütáló lemezéhez hasonlóan a Guts is kapott Grammy-jelöléseket Az év albuma és a Legjobb popalbum kategóriákban, de ezúttal egyiket se nyerte el, mindkét kategóriában Taylor Swifttel szemben alulmaradva. Nyert viszont egy év albuma díjat a People’s Choice Awards, illetve a Nickelodeon Kids’ Choice Awards gálákon, illetve három Webbyt is kiérdemelt.
| Szervezet                       | Év   | Kategória                                                    | Eredmény | For.   |
| ------------------------------- | ---- | ------------------------------------------------------------ | -------- | ------ |
| Los 40 Music Awards             | 2023 | Legjobb nemzetközi album                                     | Jelölve  | [ 49 ] |
| Grammy-díj                      | 2024 | Az év albuma                                                 | Jelölve  | [ 48 ] |
| Grammy-díj                      | 2024 | Legjobb popalbum                                             | Jelölve  | [ 48 ] |
| People’s Choice Awards          | 2024 | Az év albuma                                                 | Elnyerte | [ 50 ] |
| iHeartRadio Music Awards        | 2024 | Az év popalbuma                                              | Elnyerte | [ 51 ] |
| Webby-díj                       | 2024 | Művészetek, kultúra és életstílus (kampány) (Webby)          | Elnyerte | [ 52 ] |
| Webby-díj                       | 2024 | Művészetek, kultúra és életstílus (kampány) (People’s Voice) | Elnyerte | [ 52 ] |
| Webby-díj                       | 2024 | Híresség/rajongó (Webby)                                     | Elnyerte | [ 52 ] |
| Nickelodeon Kids’ Choice Awards | 2024 | Kedvenc album                                                | Elnyerte | [ 53 ] |
| ARIA Music Awards               | 2024 | Legjobb nemzetközi előadó                                    | Jelölve  | [ 54 ] |

## Számlista
| Guts  | Guts                          | Guts                         | Guts                                           | Guts  | Guts | Guts | Guts | Guts | Guts |
|       | Cím                           | Szerző(k)                    | Producer(ek)                                   | Hossz |      |      |      |      |      |
| ----- | ----------------------------- | ---------------------------- | ---------------------------------------------- | ----- | ---- | ---- | ---- | ---- | ---- |
| 1.    | all-american bitch            | Olivia Rodrigo Daniel Nigro  | Dan Nigro                                      | 2:45  |      |      |      |      |      |
| 2.    | bad idea right?               | Rodrigo Nigro                | Nigro                                          | 3:04  |      |      |      |      |      |
| 3.    | vampire                       | Rodrigo Nigro                | Nigro                                          | 3:39  |      |      |      |      |      |
| 4.    | lacy                          | Rodrigo Nigro                | Nigro                                          | 2:57  |      |      |      |      |      |
| 5.    | ballad of a homeschooled girl | Rodrigo Nigro                | Nigro                                          | 3:23  |      |      |      |      |      |
| 6.    | making the bed                | Rodrigo Nigro                | Nigro                                          | 3:18  |      |      |      |      |      |
| 7.    | logical                       | Rodrigo Nigro Julia Michaels | Nigro Ryan Linvill [ a ]                       | 3:51  |      |      |      |      |      |
| 8.    | get him back!                 | Rodrigo Nigro                | Nigro Alexander 23 [ b ] Ian Kirkpatrick [ b ] | 3:31  |      |      |      |      |      |
| 9.    | love is embarrassing          | Rodrigo Nigro                | Nigro                                          | 2:34  |      |      |      |      |      |
| 10.   | the grudge                    | Rodrigo Nigro                | Nigro Linvill [ a ]                            | 3:09  |      |      |      |      |      |
| 11.   | pretty isn’t pretty           | Rodrigo Nigro Amy Allen      | Nigro                                          | 3:19  |      |      |      |      |      |
| 12.   | teenage dream                 | Rodrigo Nigro                | Nigro                                          | 3:42  |      |      |      |      |      |
| 39:12 |                               |                              |                                                |       |      |      |      |      |      |

| Guts (Spilled) | Guts (Spilled)        | Guts (Spilled)            | Guts (Spilled) | Guts (Spilled) | Guts (Spilled) | Guts (Spilled) | Guts (Spilled) | Guts (Spilled) | Guts (Spilled) |
|                | Cím                   | Szerző(k)                 | Producer(ek)   | Hossz          |                |                |                |                |                |
| -------------- | --------------------- | ------------------------- | -------------- | -------------- | -------------- | -------------- | -------------- | -------------- | -------------- |
| 13.            | obsessed              | Rodrigo Annie Clark Nigro | Nigro          | 2:50           |                |                |                |                |                |
| 14.            | girl i’ve always been | Rodrigo                   | Nigro          | 2:01           |                |                |                |                |                |
| 15.            | scared of my guitar   | Rodrigo Nigro Allen       | Nigro          | 4:23           |                |                |                |                |                |
| 16.            | stranger              | Rodrigo                   | Nigro          | 3:12           |                |                |                |                |                |
| 17.            | so american           | Rodrigo Nigro             | Nigro          | 2:49           |                |                |                |                |                |
| 54:27          |                       |                           |                |                |                |                |                |                |                |

| Guts (Spilled) – Apple Music deluxe | Guts (Spilled) – Apple Music deluxe | Guts (Spilled) – Apple Music deluxe | Guts (Spilled) – Apple Music deluxe | Guts (Spilled) – Apple Music deluxe | Guts (Spilled) – Apple Music deluxe | Guts (Spilled) – Apple Music deluxe | Guts (Spilled) – Apple Music deluxe | Guts (Spilled) – Apple Music deluxe | Guts (Spilled) – Apple Music deluxe |
|                                     | Cím                                 | Rendező(k)                          | Hossz                               |                                     |                                     |                                     |                                     |                                     |                                     |
| ----------------------------------- | ----------------------------------- | ----------------------------------- | ----------------------------------- | ----------------------------------- | ----------------------------------- | ----------------------------------- | ----------------------------------- | ----------------------------------- | ----------------------------------- |
| 18.                                 | vampire (videóklip)                 | Petra Collins                       | 4:04                                |                                     |                                     |                                     |                                     |                                     |                                     |
| 19.                                 | bad idea right? (videóklip)         | Collins                             | 3:11                                |                                     |                                     |                                     |                                     |                                     |                                     |
| 20.                                 | get him back! (videóklip)           | Jack Begert                         | 3:29                                |                                     |                                     |                                     |                                     |                                     |                                     |
| 65:11                               |                                     |                                     |                                     |                                     |                                     |                                     |                                     |                                     |                                     |

Megjegyzések
1. 1 2  További producer
2. 1 2  Társproducer

- A dalcímek a feltüntetett módon stilizálva.
- Az album lemezkiadásain szerepel az Obsessed, a Scared of My Guitar, a Stranger vagy a Girl I’ve Always Been bónuszként.[56] A négy dal a Lemezboltok Napján kiadott verziókon is szerepelnek.[57]

## Közreműködők
Zenészek és utómunka
- Olivia Rodrigo – énekhang, háttérénekes
- Daniel Nigro – hangmérnök, vokálproducer, háttérénekes (összes); akusztikus gitár (1, 4, 5, 7–12), elektromos gitár (1–6, 8–12), basszusgitár (1–4, 6, 8–10, 12), ütőhangszerek (1–3, 5, 8, 10–12), dobprogramozás (1–3, 5, 6, 8, 9, 11), szintetizátor (1, 4, 6–12), zongora (3, 6–8, 10, 12), Mellotron (3, 10–12); Juno-60, moog (3); Nashville gitárok, dobok (4); keverés (8)
- Dave Schiffman – hangmérnök (1, 5, 9)
- Jasmine Chen – hangmérnök (1, 5)
- Sterling Laws – hangmérnök (1, 2, 5, 12), dobok (1–3, 5, 8, 11, 12)
- Sam Stewart – hangmérnök (1, 2, 5, 12), akusztikus gitár (1), elektromos gitár (1–3, 5, 9, 12)
- Austen Healey – asszisztens hangmérnök (1–4, 6, 7, 10–12)
- Ryan Linvill – basszusgitár (1, 5, 10, 11); hangmérnök, szaxofon (6, 7, 10); akusztikus gitár, moog, szintetizátor (7, 10); háttérénekes (7)
- Mark Stent – keverés (1, 2, 5, 9, 11)
- Matt Wolach – asszisztens keverő hangmérnök (1, 2, 5, 9, 11)
- Dan Viafore – hangmérnök (2, 3, 11, 12)
- Michael Harris – hangmérnök (3)
- Chris Kasych – hangmérnök (3, 4, 7)
- Benjamin Romans – zongora (3, 7)
- Paul Cartwright – hegedű, brácsa (3, 12)
- Serban Ghenea – keverés (3, 6, 7)
- Bryce Bordone – asszisztens keverő hangmérnök (3, 6, 7)
- Dani Perez – hangmérnök (4, 6)
- Chappell Roan – háttérénekes (2, 4, 13), ad-lib (8)
- Mitch McCarthy – keverés (4, 10, 12)
- Erick Serna – elektromos gitár (5)
- Alexander 23 – hangmérnök, slide gitár, dobok, szintetizátor, basszusgitár, háttérénekes (8)
- Ian Kirkpatrick – hangmérnök, szintetizátor, dobprogramozás (8)
- Garrett Ray – dobok (9)
- Derek Stein – cselló (12)
- Randy Merrill – maszterelés

Csomagolás
- Larissa Hofmann – fényképész
- Christopher Simmonds – kreatív igazgató
- Daisy Chalfant – művészeti igazgató
- Greg Jackson – művészeti igazgató
- Danielle Goldberg – jelmez
- Clayton Hawkins – fodrász
- Melissa Hernandez – smink
- Thuy Nguyen – körmös

## Slágerlisták és kereskedelmi teljesítmény
Az Egyesült Államokban a Guts a Billboard 200 első helyén debütált, 302 ezer eladott albummal egyenértékű egységgel (ebből 105 ezer volt tiszta albumeladás) első hetében, amely nagyjából 7 ezerrel volt, több mint a Sour első hét napja, így Rodrigo második lemeze lett, amely az élen nyitott. Az album dalait összesen 199,59 millió alkalommal hallgatták meg ugyanebben az időszakban, mind a 12 dala a Billboard Hot 100 első negyven helyén szerepelt, a Vampire listavezető volt. A 150 ezer tiszta eladásból 94 ezer hanglemezekből származott, amely a Luminate 1991-ben megkezdett adatgyűjtése óta minden idők hetedik legjobb hete. Annak következtében, hogy az album tizenkét dala egyszerre szerepelt a Hot 100 első negyven helyén, mint a Sour tizenegy dala, Rodrigo lett az első előadó, akinek ez sikerült mindössze két kiadott lemez után. A Spilled kiadása után a Guts a Billboard 200 második helyére emelkedett fel 2024 áprilisában, 73 ezer példányt eladva 29. hetében a listán. A deluxe minden egyes száma szerepelt a Hot 100-on.
Az Egyesült Királyságban az album elérte a UK Albums Chart első helyét több, mint 60 ezer eladott példánnyal, Rodrigo második listavezető albuma lett az országban, megelőzve a Sour eladási számait nagyjából 10 ezerrel. Ez az eladási szám több volt, mint az azt követő kilenc lemez összesen.
Ausztráliában az album az ARIA Albums Chart első helyén debütált, szintén Rodrigo második listavezetőjeként, a kislemezlistán minden dala szerepelt. A Vampire, amely már egyszer listavezető volt júliusban, és a Bad Idea Right? az első három hely egyikét érték el. A Guts első volt ezek mellett még Argentínában, Belgiumban, Hollandiában, Írországban, Kanadában, Norvégiában, Portugáliában, Skóciában, Spanyolországban, Svédországban és Új-Zélandon is.

Magyarországon hatodik lett a lemez, amely sokkal jobb teljesítmény volt, mint a Sour, amely 2021-ben csak a 32. helyet érte el az Album top 40 listán.
| Slágerlista (2023–2024)                       | Legmagasabb pozíció |
| --------------------------------------------- | ------------------- |
| Argentína (CAPIF)                             | 1                   |
| Ausztrália (ARIA Top 50 Albums)               | 1                   |
| Ausztria (Ö3 Austria Top 40)                  | 2                   |
| Belgium (Ultratop Flandria)                   | 1                   |
| Belgium (Ultratop Vallónia)                   | 4                   |
| Csehország (ČNS IFPI Albums Top 100)          | 2                   |
| Dánia (Hitlisten Album Top 40)                | 3                   |
| Egyesült Királyság (UK Albums Chart)          | 1                   |
| Egyesült Királyság (Scottish Albums)          | 1                   |
| Finnország (Musiikkituottajat Albumit Top 50) | 3                   |
| Franciaország (SNEP Album Top 100)            | 5                   |
| Görögország (IFPI)                            | 9                   |
| Hollandia (Dutch Charts Album Top 100)        | 1                   |
| Horvátország (HDU)                            | 3                   |
| Izland (Tónlistinn)                           | 2                   |
| Írország (IRMA)                               | 1                   |
| Japán (Oricon)                                | 29                  |
| Japán (Oricon Combined Albums)                | 30                  |
| Japán (Billboard Japan Hot Albums)            | 31                  |
| Kanada (Billboard Canadian Albums Chart)      | 1                   |
| Lengyelország (ZPAV Album Top 50)             | 2                   |
| Litvánia (AGATA)                              | 2                   |
| Magyarország (MAHASZ Top 40 albumlista)       | 6                   |
| Norvégia (VG-lista Album Top 40)              | 1                   |
| Olaszország (FIMI Album Top 20)               | 3                   |
| Portugália (AFP Top 30 Albums)                | 1                   |
| Spanyolország (PROMUSICAE Top 100 Álbumes)    | 1                   |
| Svájc (Schweizer Hitparade Top 100 Albums)    | 2                   |
| Svédország (Sverigetopplistan Top 60 Albums)  | 1                   |
| Szlovákia (ČNS IFPI)                          | 3                   |
| USA Billboard 200                             | 1                   |
| USA Top Rock & Alternative Albums (Billboard) | 1                   |
| Új-Zéland (Recorded Music NZ Top 40 Albums)   | 1                   |

| Slágerlista (2023)                        | Legmagasabb pozíció |
| ----------------------------------------- | ------------------- |
| Egyesült Királyság (OCC Physical Singles) | 2                   |
| Egyesült Királyság (OCC Singles Sales)    | 3                   |
| USA Billboard 200                         | 200                 |

| Slágerlista (2024)               | Legmagasabb pozíció |
| -------------------------------- | ------------------- |
| Izland (Tónlistinn)              | 36                  |
| Norvégia (VG-lista Album Top 40) | 10                  |
| Új-Zéland (RMNZ)                 | 3                   |

| Slágerlista (2023)                            | Pozíció |
| --------------------------------------------- | ------- |
| Ausztrália (ARIA)                             | 18      |
| Ausztria (Ö3 Austria)                         | 39      |
| Belgium (Ultratop Flanders)                   | 26      |
| Belgium (Ultratop Wallonia)                   | 104     |
| Egyesült Királyság (OCC)                      | 15      |
| Franciaország (SNEP)                          | 144     |
| Hollandia (Album Top 100)                     | 24      |
| Izland (Tónlistinn)                           | 83      |
| Lengyelország (ZPAV)                          | 78      |
| Magyarország (MAHASZ)                         | 42      |
| Németország (Offizielle Top 100)              | 57      |
| Portugália (AFP)                              | 12      |
| Spanyolország (PROMUSICAE)                    | 27      |
| Svájc (Schweizer Hitparade)                   | 74      |
| USA Billboard 200                             | 52      |
| USA Top Rock & Alternative Albums (Billboard) | 11      |
| Új-Zéland (RMNZ)                              | 22      |

| Slágerlista (2024)                            | Pozíció |
| --------------------------------------------- | ------- |
| Ausztrália (ARIA)                             | 9       |
| Ausztria (Ö3 Austria)                         | 15      |
| Belgium (Ultratop Flanders)                   | 6       |
| Belgium (Ultratop Wallonia)                   | 63      |
| Dánia (Hitlisten)                             | 67      |
| Egyesült Királyság (OCC)                      | 10      |
| Franciaország (SNEP)                          | 95      |
| Hollandia (Album Top 100)                     | 10      |
| Izland (Tónlistinn)                           | 81      |
| Kanada (Billboard)                            | 15      |
| Magyarország (MAHASZ)                         | 58      |
| Németország (Offizielle Top 100)              | 44      |
| Portugália (AFP)                              | 14      |
| Spanyolország (PROMUSICAE)                    | 26      |
| Svájc (Schweizer Hitparade)                   | 66      |
| Svédország (Sverigetopplistan)                | 88      |
| USA Billboard 200                             | 12      |
| USA Top Rock & Alternative Albums (Billboard) | 4       |
| Új-Zéland (RMNZ)                              | 10      |

## Minősítések
| Régió                                                            | Minősítés | Eladott példányszám |
| ---------------------------------------------------------------- | --------- | ------------------- |
| Ausztrália (ARIA)                                                | arany     | 35 000‡             |
| Brazília (Pro-Música Brasil)                                     | platina   | 40 000‡             |
| Brazília (Pro-Música Brasil) Spilled                             | platina   | 40 000‡             |
| Dánia (IFPI Denmark)                                             | arany     | 10 000‡             |
| Egyesült Királyság (BPI)                                         | platina   | 300 000‡            |
| Franciaország (SNEP)                                             | arany     | 50 000‡             |
| Kanada (Music Canada)                                            | platina   | 80 000‡             |
| Lengyelország (ZPAV)                                             | platina   | 20 000‡             |
| Olaszország (FIMI)                                               | arany     | 25 000‡             |
| Portugália (AFP)                                                 | arany     | 7 500^              |
| Spanyolország (PROMUSICAE)                                       | platina   | 40 000‡             |
| Új-Zéland (RMNZ)                                                 | platina   | 15 000‡             |
| Új-Zéland (RMNZ) Spilled                                         | platina   | 15 000‡             |
| ‡ Eladási+streaming példányszámok kizárólag a minősítés alapján. |           |                     |

## Kiadások
| Régió              | Dátum               | Formátum(ok)                                                | Kiadás          | Kiadó                      | For.    |
| ------------------ | ------------------- | ----------------------------------------------------------- | --------------- | -------------------------- | ------- |
| Világszerte        | 2023. szeptember 8. | díszdoboz kazetta CD digitális letöltés streaming hanglemez | eredeti         | Geffen                     | [ 153 ] |
| Egyesült Államok   | 2023. szeptember 8. | CD hanglemez                                                | Target-exklúzív | Geffen                     | [ 154 ] |
| Egyesült Királyság | 2023. szeptember 8. | kazetta                                                     | brit exklúzív   | Polydor                    | [ 155 ] |
| Japán              | 2023. szeptember 8. | CD                                                          | Japán-exklúzív  | Interscope Universal Japan | [ 156 ] |
| Brazília           | 2023. december 8.   | hanglemez                                                   | eredeti         | Universal Brasil           | [ 157 ] |
| Egyesült Államok   | 2024. január 11.    | képlemez                                                    | eredeti         | Geffen                     | [ 158 ] |
| Világszerte        | 2024. március 22.   | digitális letöltés streaming                                | Spilled         | Geffen                     | [ 159 ] |
| Ausztrália         | 2024. július 18.    | hanglemez                                                   | Spilled         | Geffen Interscope          | [ 160 ] |
| Világszerte        | 2024. július 19.    | hanglemez                                                   | Spilled         | Geffen Interscope          | [ 161 ] |
| Japán              | 2024. augusztus 21. | CD                                                          | Spilled         | Interscope Universal Japan | [ 162 ] |